# HMS Ösel (1683)
HMS Ösel (1683) (рус. Эзель) — шведский 56-пушечный парусный линейный корабль 4 ранга, спущенный на воду в 1683 году 
Во время своей службы, с 1683 по 1718 год, «Эзель» входил в состав шведского флота, в ходе Великой Северной войны принимал участие в нескольких морских кампаниях: в 1700 году против Дании и Лифляндии, в 1712 году в экспедиции к устью Невы, в 1713 году в стычке у Гогланда. 
Исключён из состава флота в 1718 году.